# Vilhelm Wahlquist

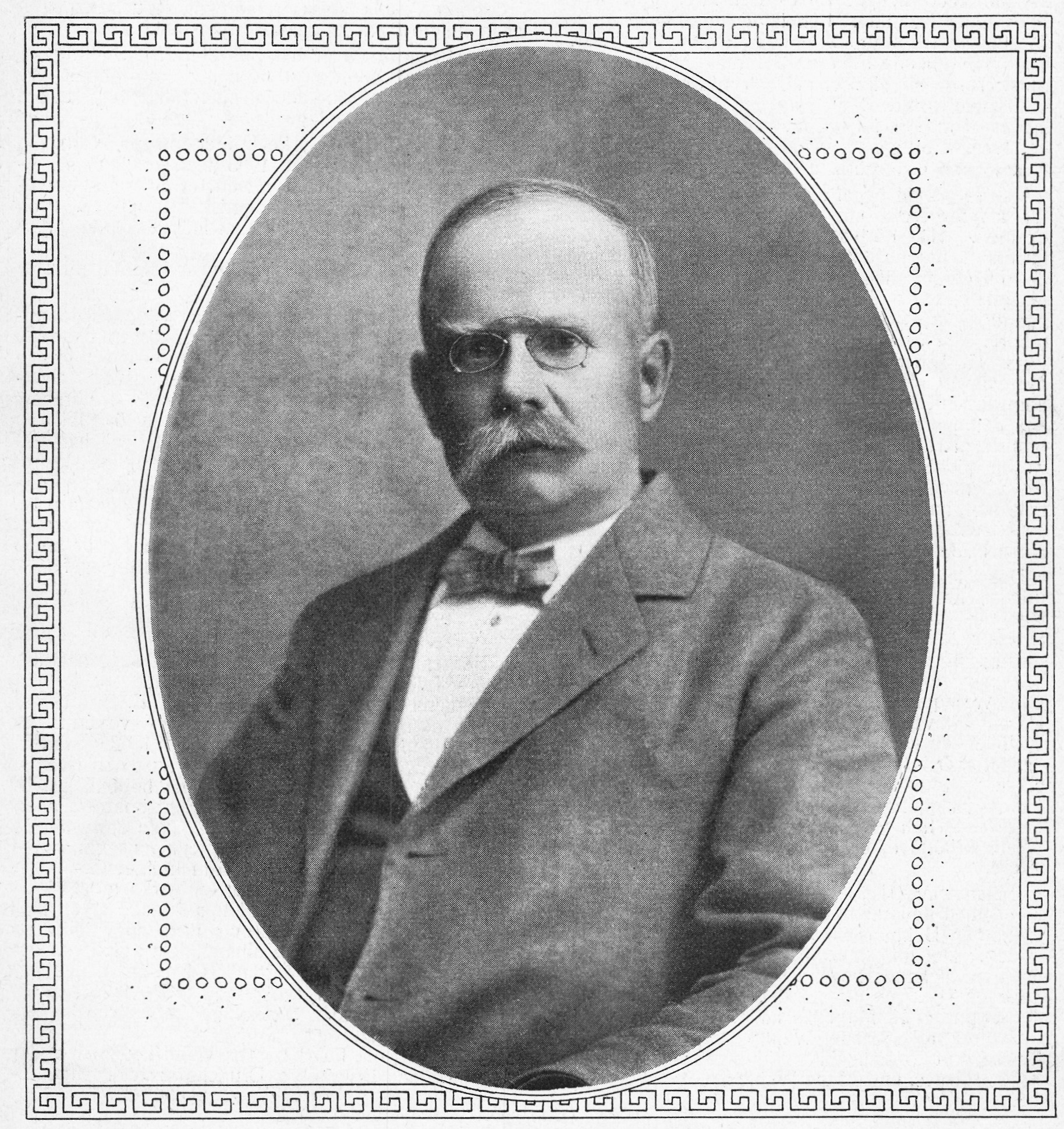
Vilhelm Wahlquist på omslaget till Hvar 8 Dag 1912.

Vilhelm Wahlquist, född den 16 juli 1862 i Uppsala, död den 6 januari 1945 i Adolf Fredriks församling, Stockholm, var en svensk apotekare.
Wahlquist blev farmacie kandidat 1884 och avlade apotekarexamen 1890. Samma år tog han anställning vid apoteket Vasen i Linköping samt kort därpå vid apoteket Bävern i Stockholm. Han blev 1903 sekreterare i Centralstyrelsen för Svenska farmaceutförbundet, tillhörde Farmaceutiska föreningens styrelse 1894–1899 och blev dess sekreterare 1904. Från 1903 utgav han Farmaceutisk revy. Han skrev bland annat Farmaceutiska föreningens historia 1861–1911 (1911). Wahlquist genomförde 1889–1893 det frivilliga skytteväsendets organisation och var där en ledande kraft. Från 1924 redigerade han Sveriges skyttetidning. Vilhelm Wahlquist är begravd på Norra begravningsplatsen utanför Stockholm.